# Запіканка (горілка)
Запіканка — міцний алкогольний напій на основі горілки з додаванням спецій і прянощів, витриманий певний час у гарячій печі. Тип настоянки подібний до варенухи за способом виготовлення. Характерна для класичної української кухні.

## У кухні
Запіканка була доволі популярною серед українського населення, незважаючи на соціальний статус — заможніші готували запіканку з більшим переліком прянощів. Зазвичай їх готували влітку до зимових свят. за цей час запіканка добре настоювалася. Чим більше стояла, тим була смачніша. Багато українських письменників в своїх літературних творах, під час описів бенкетів згадували про цей алкогольний напій. Зокрема Михайло Старицький у п'єсі «За двома зайцями»:
|  | «С е к л и т а. Та як же? Щоб я вас пустила оце, не попоштувавши запіканкою, пирогами? Г о л о х в о с т и й. Нікогда... (Про себе). Впрочем, запіканка і пироги... (Вголос). Ну, развє одну чарку можна. С е к л и т а. Якже, якже! Та ще й запіканка! Ви такої, дарма що багаті, зроду не пили!» |

.

## Приготування

### Складники
- горілка — 1 л
- імбир — 10 г,
- перець стручковий — 10 г,
- гвоздика —10 г,
- кориця —10 г,
- лимонна цедра —10 г,
- мускатний горіх — 5 г,
- кардамон — 5 г.

можливе додавання
- бодян — 15г
- цукор — 400 г (на 1 л)

### Рецепт
Швидкий варіант. Усі компоненти кладуть у каструлю, заливають горілкою, накривають кришкою, обмазують її тістом для герметичності, кладуть зверху невеликий гніт щоб не розірвано шкоринки і ставлять у теплу духовку на 12 годин. Охолодивши, запіканку розливають у пляшки і закупорюють.
Довгий варіант. В ємність (бутель з товстого скла) кладуть прянощі, які перед тим товчуть, заливають горілкою. Після цього бутель обмазують крутим житнім тістом завтовшки 3—4 см. Бутель протягом 4 днів ставлять у піч, у вільний дух. Вранці щоразу бутель з печі виймають, але від тіста не звільняють. Після 4 діб вміст бутлі проціджують і підсолоджують.